# City Park
City Park (zkráceně CPJ) je nákupní centrum v Jihlavě. Kromě obchodů, hlavně textilních, se v něm nachází také kavárny, kino a parkoviště. Stojí poblíž historického centra Jihlavy u Koželužského potoka na adrese Hradební 1, stavba hmotou zasahuje do ulic Tovární, Brněnská, U Dlouhé stěny a Znojemská.

## Historie
Návrh budovy obchodního centra je dílem architektů Kuby a Pilaře. Centrum bylo postaveno v letech 2007–8 na místě starších průmyslových objektů. Stavební práce byly zahájeny v dubnu 2007, 24. 10. 2008 bylo nákupní centrum otevřeno pro veřejnost. V roce 2009 byla City Parku udělena cena Stavba roku 2009. Stavba přesto nebyla přijata jednoznačně, jako sporná byla označena především předimenzovaná výška budovy a umrtvující architektonický vliv stavby na okolní prostor. Problematický pěší přístup k City Parku od historického náměstí si již v roce 2011 vyžádal podseknutí rohu domu na rohu ulic Znojemské a Hradební.

### Protestní sebevražda

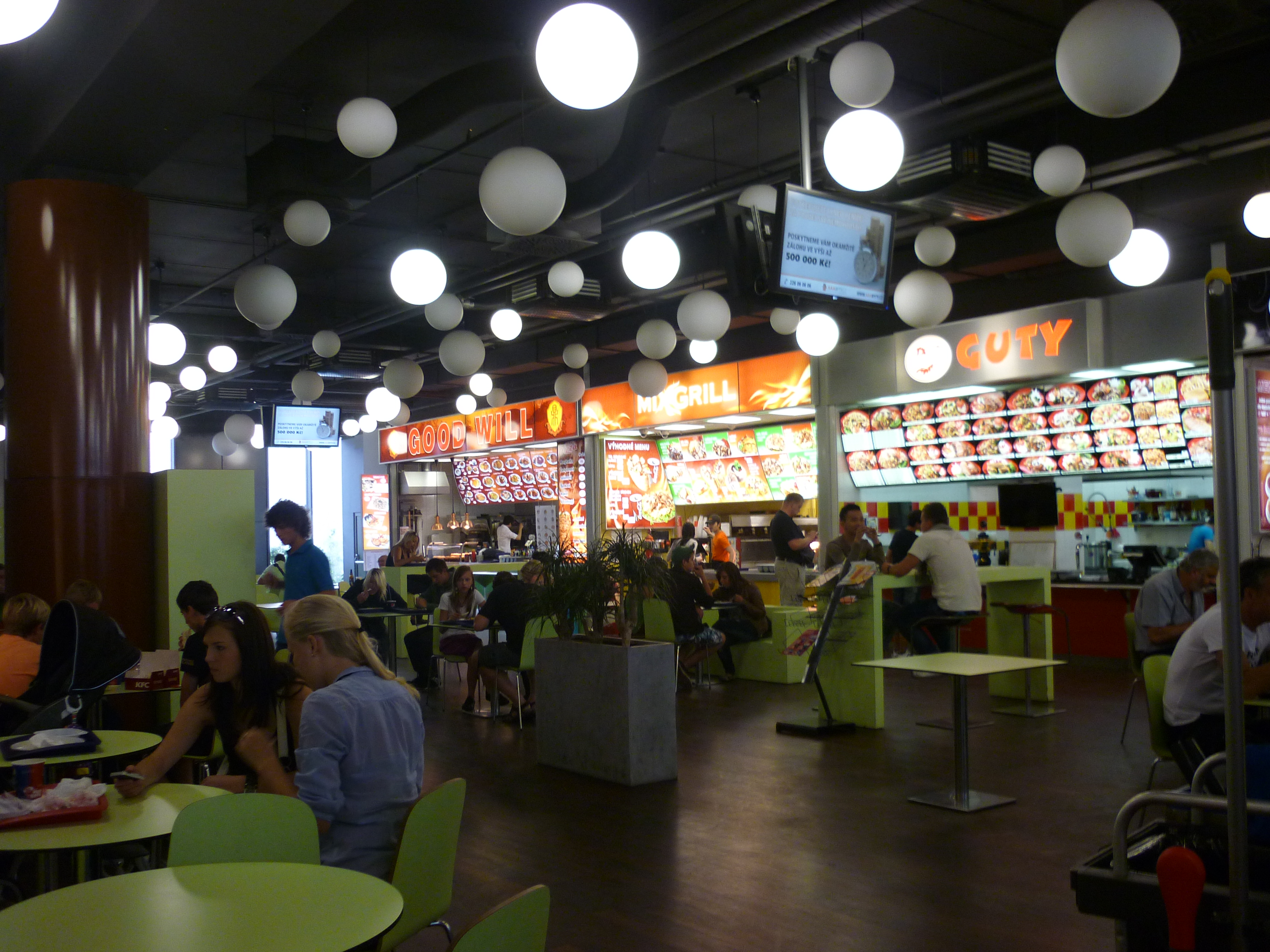
Část s občerstvením

1. 1. 2009, pouhé dva měsíce po otevření nákupního centra, byl na budově City Parku u východního vchodu nalezen oběšený Jiří Simon, majitel blízké nemovitosti. Simon proti stavbě City Parku dlouhodobě protestoval. V dopise na rozloučenou uvedl, že důvodem jeho činu je bezmoc běžného občana zvrátit úřední a lobbistická rozhodnutí mocných.

## Popis
Celá budova má moderní exteriér, fasáda kombinuje pruhy cortenu, zrcadlového skla a pletiva, které porůstá zeleň. Členění fasády má představovat čárový kód. Budova má jedno nadzemní a tři podzemní podlaží, v druhém a třetím podzemním podlaží jsou parkoviště, první nadzemní a první podzemní podlaží slouží jako prodejní plocha. Ve střešní nástavbě budovy je čtyřsálové kino. Budova má tři vstupy (dva na severní straně, jeden na jižní). Původní vedení Tovární ulice na severní straně údolí potoka bylo přeloženo na jih. Severní část budovy je obklopena novou zelení. Okolo jižní části budovy vede odtrubněný Koželužský potok a cyklostezka, unikátní je řešení střechy, zamýšlené jako pátá fasáda, střechu porůstá zeleň. Na parkoviště je vjezd řešen z ulice Hradební, v případě potřeby se otevírá i příjezd z ulice Tovární.

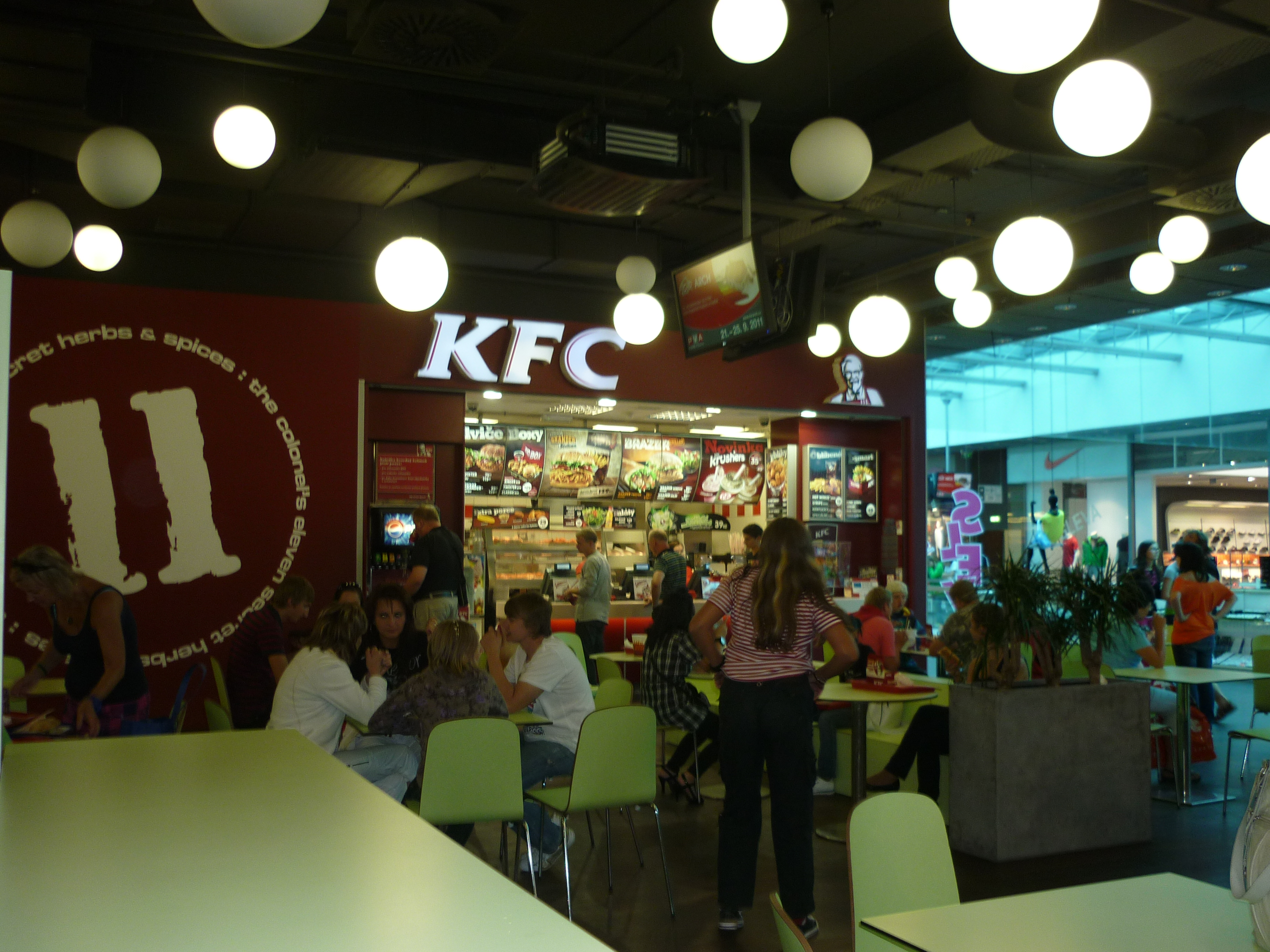
KFC, vpravo pak Nike 60

## Informace

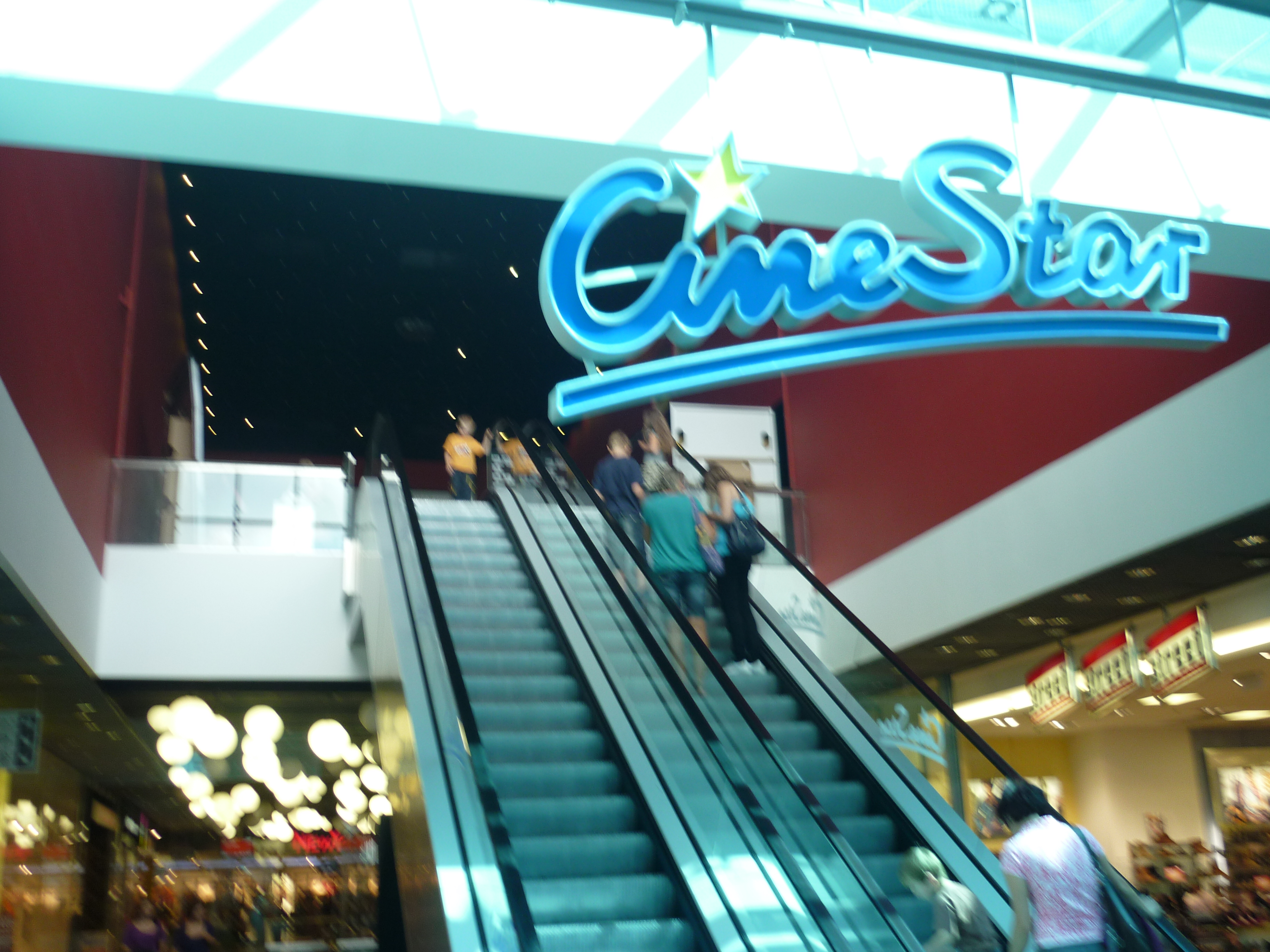
Multikino Cinestar

- velikost obchodních ploch: více než 25 000 m²
- multikino: 4 sály s počtem 501 míst k sezení
- počet parkovacích míst v objektu: cca 790
- 4 kavárny
- 1 restaurace
- 6 jednotek food-court
- dětský koutek
- charge-box[6]